# CID-42

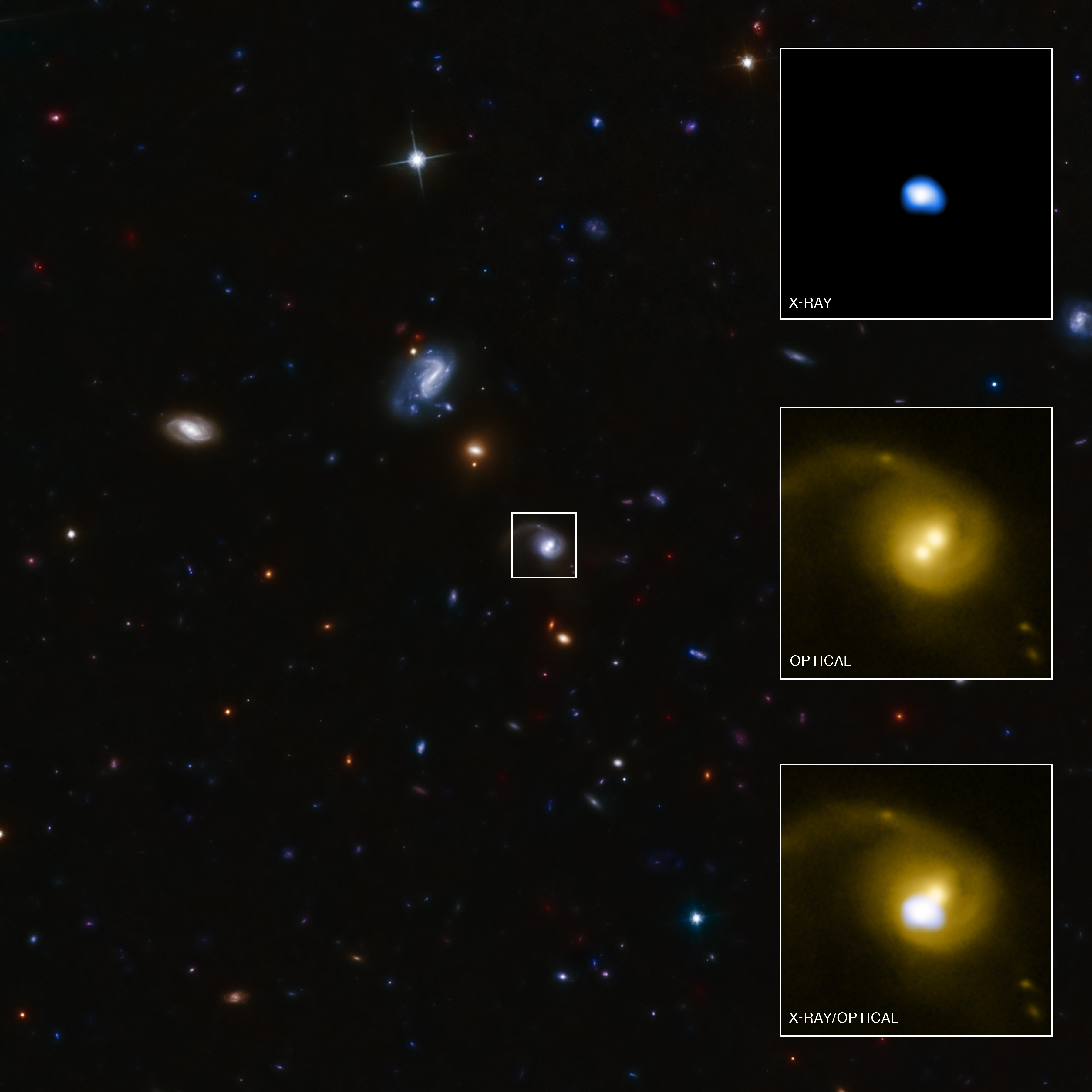
Fotografía de CID-42

CID-42 (también conocido como CXOC J100043.1+020637) es un cuásar galáctico situado a unos 3.900 millones de años luz en la constelación de Sextans. Se cree que tiene un agujero negro supermasivo en su centro.

## Descripción
Se cree que CID-42 es el resultado de la colisión de dos galaxias más pequeñas. Tiene una estela distintiva de estrellas que se extiende muchos años luz.

## Agujero negro
El descubrimiento de un posible agujero negro se realizó tras combinar los datos e imágenes tomados por varios telescopios, como el Observatorio de rayos X Chandra de la NASA, el telescopio Hubble, el telescopio Canadá-Francia-Hawaii y los telescopios terrestres Magallanes y Very Large Telescope de Chile.
Cuando las dos galaxias chocaron, los agujeros negros de sus centros colisionaron, formando un único agujero negro supermasivo. El agujero negro retrocedió entonces por las ondas gravitacionales producidas por la fusión y está siendo expulsado fuera de la galaxia a varios millones de millas por hora (~2000 km s⁻¹).
Una vez expulsado se espera que brille como un cuásar desplazado durante 10 millones a 10.000 millones de años hasta que agote su combustible y deje de ser reconocible como cuásar.